# Aston Villa FC in het seizoen 2001/02
Dit artikel beschrijft de prestaties van voetbalclub Aston Villa FC in het seizoen 2001/2002. Dit seizoen werd de club achtste in de Premier League. John Gregory gaf op 24 januari 2002 zijn taak als trainer op en zou rust nemen. De club draaide namelijk een wisselvallig seizoen. Graham Taylor, voormalig bondscoach van Engeland, werd op 5 februari 2002 aangesteld als opvolger van Gregory. Gareth Southgate verruilde Aston Villa voor Middlesbrough. Middlesbrough betaalde £ 6.500.000 ,- voor Southgate. De Zweedse centrale verdediger Olof Mellberg was zijn vervanger. Gregory haalde hem weg bij de Spaanse eersteklasser Racing Santander. Paul Merson werd daarom aanvoerder. De 20-jarige Peter Crouch werd in de winter van 2002 overgenomen van Portsmouth. In augustus 2001 won de club de UEFA Intertoto Cup dankzij de Colombiaanse aanvaller Juan Pablo Ángel. Doelman David James vertrok naar West Ham United. Gregory strikte Peter Schmeichel bij het Portugese Sporting CP. De gewezen Manchester United-goalie scoorde een doelpunt in de competitie, op Goodison Park tegen Everton op 20 oktober 2001.

## Spelerskern
Spelers wier rugnummer is doorstreept verlieten de club tijdens het seizoen;
| Rugnummer     | Naam                | Nationaliteit      | Geboortedatum | Bij de club sinds | Vorige club            |
| ------------- | ------------------- | ------------------ | ------------- | ----------------- | ---------------------- |
| Keepers       |                     |                    |               |                   |                        |
| 1             | Peter Schmeichel    | Denemarken         | 18-11-1963    | 2001              | Sporting Lissabon      |
| 12            | Peter Enckelman     | Finland            | 10-03-1977    | 1999              | TPS Turku              |
| Verdedigers   |                     |                    |               |                   |                        |
| 2             | Mark Delaney        | Wales              | 13-05-1976    | 1999              | Cardiff City           |
| 3             | Alan Wright         | Engeland           | 28-09-1971    | 1995              | Blackburn Rovers       |
| 4             | Olof Mellberg       | Zweden             | 03-09-1977    | 2001              | Racing Santander       |
| 5             | Alpay Özalan        | Turkije            | 29-05-1973    | 2000              | Fenerbahçe SK          |
| 11            | Steve Staunton      | Ierland            | 19-01-1969    | 2000              | Liverpool              |
| 15            | Gareth Barry        | Engeland           | 23-02-1981    | 1998              | Brighton & Hove Albion |
| 31            | Jlloyd Samuel       | Trinidad en Tobago | 29-03-1981    | 1999              | Charlton Athletic      |
| Middenvelders |                     |                    |               |                   |                        |
| 6             | George Boateng      | Nederland          | 05-09-1975    | 1999              | Coventry City          |
| 7             | Ian Taylor          | Engeland           | 04-06-1968    | 1994              | Sheffield Wednesday    |
| 10            | Paul Merson         | Engeland           | 20-03-1968    | 1998              | Middlesbrough          |
| 14            | David Ginola        | Frankrijk          | 25-01-1967    | 2000              | Tottenham Hotspur      |
| 17            | Lee Hendrie         | Engeland           | 18-05-1977    | 1994              | eigen jeugd            |
| 18            | Steve Stone         | Engeland           | 20-08-1971    | 1998              | Nottingham Forest      |
| 20            | Mustapha Hadji      | Marokko            | 16-11-1971    | 2001              | Coventry City          |
| 21            | Thomas Hitzlsperger | Duitsland          | 05-04-1982    | 2001              | eigen jeugd            |
| 30            | Hassan Kachloul     | Marokko            | 19-02-1973    | 2001              | Southampton            |
| Aanvallers    |                     |                    |               |                   |                        |
| 8             | Juan Pablo Ángel    | Colombia           | 24-10-1975    | 2001              | CA River Plate         |
| 9             | Dion Dublin         | Engeland           | 22-04-1969    | 1998              | Coventry City          |
| 16            | Peter Crouch        | Engeland           | 30-01-1981    | 2002              | Portsmouth             |
| 19            | Boško Balaban       | Kroatië            | 15-10-1978    | 2001              | Dinamo Zagreb          |
| 22            | Darius Vassell      | Engeland           | 13-06-1980    | 1998              | eigen jeugd            |
| 26            | Richard Walker      | Engeland           | 08-11-1977    | 1997              | eigen jeugd            |

- = Aanvoerder

| 1. 2. |

### Manager
|         |                            |               |                       |
|         |                            |               |                       |
| Functie | Naam                       | Nationaliteit | Opmerking             |
| Coach   | John Gregory (foto boven)  | Engeland      | tot 24 januari 2002   |
| Coach   | Graham Taylor (foto onder) | Engeland      | vanaf 5 februari 2002 |

## Resultaten
Een overzicht van de competities waaraan Aston Villa in het seizoen 2001-2002 deelnam.
| Premier League | FA Cup      | League Cup   | Intertoto Cup | UEFA Cup     |
| -------------- | ----------- | ------------ | ------------- | ------------ |
|                |             |              |               |              |
| 8e             | Derde ronde | Vierde ronde | Kampioen      | Eerste ronde |

## Uitrustingen
Shirtsponsor: NTL Incorporated (provider van kabeltelevisie, failliet gegaan in 2006) 

Sportmerk: Diadora

## Premier League

### Wedstrijden
| №  | Datum      | Wedstrijd                       | Uitslag | Doelpunten                           | P  |
| -- | ---------- | ------------------------------- | ------- | ------------------------------------ | -- |
| 1  | 18.08.2001 | Tottenham Hotspur – Aston Villa | 0–0     |                                      | 1  |
| 2  | 26.08.2001 | Aston Villa – Manchester United | 1–1     | 4' Vassell                           | 2  |
| 3  | 08.09.2001 | Liverpool – Aston Villa         | 1–3     | 31' Dublin, 55' Hendrie, 86' Vassell | 5  |
| 4  | 16.09.2001 | Aston Villa – Sunderland        | 0–0     |                                      | 6  |
| 5  | 24.09.2001 | Southampton – Aston Villa       | 1–3     | 9' Boateng, 15' Ángel, 79' Hadji     | 9  |
| 6  | 30.09.2001 | Aston Villa – Blackburn Rovers  | 2–0     | 46' Ángel, 72' Vassell               | 12 |
| 7  | 14.10.2001 | Aston Villa – Fulham            | 2–0     | 50' Vassell, 61' Taylor              | 15 |
| 8  | 20.10.2001 | Everton – Aston Villa           | 3–2     | 71' Hadji, 90' Schmeichel            | 15 |
| 9  | 24.10.2001 | Aston Villa – Charlton Athletic | 1–0     | 9' Kachloul                          | 18 |
| 10 | 27.10.2001 | Aston Villa – Bolton Wanderers  | 3–2     | 13', 47' (pen.) Ángel, 43' Vassell   | 21 |
| 11 | 03.11.2001 | Newcastle United – Aston Villa  | 3–0     |                                      | 21 |
| 12 | 17.11.2001 | Aston Villa – Middlesbrough     | 0–0     |                                      | 22 |
| 13 | 25.11.2001 | Leeds United – Aston Villa      | 1–1     | 35' Kachloul                         | 23 |
| 14 | 01.12.2001 | Aston Villa – Leicester City    | 0–2     |                                      | 23 |
| 15 | 05.12.2001 | West Ham United – Aston Villa   | 1–1     | 1' Dublin                            | 24 |
| 16 | 09.12.2001 | Arsenal – Aston Villa           | 3–2     | 21' Merson, 34' Stone                | 24 |
| 17 | 17.12.2001 | Aston Villa – Ipswich Town      | 2–1     | 44', 70' Ángel                       | 27 |
| 18 | 22.12.2001 | Derby County – Aston Villa      | 3–1     | 45' Ángel                            | 27 |
| 19 | 26.12.2001 | Aston Villa – Liverpool         | 1–2     | 21' Hendrie                          | 27 |
| 20 | 29.12.2001 | Aston Villa – Tottenham Hotspur | 1–1     | 90' (pen.) Ángel                     | 28 |
| 21 | 01.01.2002 | Sunderland – Aston Villa        | 1–1     | 59' Taylor                           | 29 |
| 22 | 12.01.2002 | Aston Villa – Derby County      | 2–1     | 12' Ángel, 26' Vassell               | 32 |
| 23 | 21.01.2002 | Charlton Athletic – Aston Villa | 1–2     | 8' Ángel, 42' Vassell                | 35 |
| 24 | 30.02.2002 | Aston Villa – Everton           | 0–0     |                                      | 36 |
| 25 | 02.02.2002 | Fulham – Aston Villa            | 0–0     |                                      | 37 |
| 26 | 09.02.2002 | Aston Villa – Chelsea           | 1–1     | 28' Merson                           | 38 |
| 27 | 23.02.2002 | Manchester United – Aston Villa | 1–0     |                                      | 38 |
| 28 | 02.03.2002 | Aston Villa – West Ham United   | 2–1     | 23' Ángel, 90' Vassell               | 41 |
| 29 | 05.03.2002 | Blackburn Rovers – Aston Villa  | 3–0     |                                      | 41 |
| 30 | 17.03.2002 | Aston Villa – Arsenal           | 1–2     | 69' Dublin                           | 41 |
| 31 | 23.03.2002 | Ipswich Town – Aston Villa      | 0–0     |                                      | 42 |
| 32 | 30.03.2002 | Bolton Wanderers – Aston Villa  | 3–2     | 15' (e.d.) Warhurst, 17' Taylor      | 42 |
| 33 | 02.04.2002 | Aston Villa – Newcastle United  | 1–1     | 26' Crouch                           | 43 |
| 34 | 06.04.2002 | Middlesbrough – Aston Villa     | 2–1     | 60' Ángel                            | 43 |
| 35 | 13.04.2002 | Aston Villa – Leeds United      | 0–1     |                                      | 43 |
| 36 | 20.04.2002 | Leicester City – Aston Villa    | 2–2     | 22' Vassell, 27' Hitzlsperger        | 44 |
| 37 | 27.04.2002 | Aston Villa – Southampton       | 2–1     | 8', 42' Vassell                      | 47 |
| 38 | 11.05.2002 | Chelsea – Aston Villa           | 1–3     | 21' Crouch, 63' Vassell, 88' Dublin  | 50 |

### Eindstand
|  | Groepsfase UEFA Champions League 2002/03       |
|  | Derde voorronde UEFA Champions League 2002/03  |
|  | Eerste ronde UEFA Cup 2002/03                  |
|  | Degradatie naar Football League First Division |

| Rang | Team              | We | Wi | Ge | Ve | Pu | Vo | Te | Sa  | Fa    |
| ---- | ----------------- | -- | -- | -- | -- | -- | -- | -- | --- | ----- |
| 1    | Arsenal           | 38 | 26 | 9  | 3  | 87 | 79 | 36 | 43  | 2,194 |
| 2    | Liverpool         | 38 | 24 | 8  | 6  | 80 | 67 | 30 | 37  | 2,233 |
| 3    | Manchester United | 38 | 24 | 5  | 9  | 77 | 87 | 45 | 42  | 1,933 |
| 4    | Newcastle United  | 38 | 21 | 8  | 9  | 71 | 74 | 52 | 22  | 1,423 |
| 5    | Leeds United      | 38 | 18 | 12 | 8  | 66 | 53 | 37 | 16  | 1,432 |
| 6    | Chelsea           | 38 | 17 | 13 | 8  | 64 | 66 | 38 | 28  | 1,737 |
| 7    | West Ham United   | 38 | 15 | 8  | 15 | 53 | 48 | 57 | -9  | 0,842 |
| 8    | Aston Villa       | 38 | 12 | 14 | 12 | 50 | 46 | 47 | -1  | 0,979 |
| 9    | Tottenham Hotspur | 38 | 14 | 7  | 17 | 49 | 48 | 53 | -5  | 0,906 |
| 10   | Blackburn Rovers  | 38 | 12 | 10 | 16 | 46 | 55 | 51 | 4   | 1,078 |
| 11   | Southampton       | 38 | 12 | 9  | 17 | 45 | 46 | 54 | -8  | 0,852 |
| 12   | Everton           | 38 | 12 | 9  | 17 | 45 | 45 | 55 | -10 | 0,818 |
| 13   | Middlesbrough     | 38 | 12 | 9  | 17 | 45 | 35 | 47 | -12 | 0,745 |
| 14   | Fulham            | 38 | 10 | 14 | 14 | 44 | 36 | 44 | -8  | 0,818 |
| 15   | Charlton Athletic | 38 | 10 | 14 | 14 | 44 | 37 | 49 | -12 | 0,755 |
| 16   | Bolton Wanderers  | 38 | 9  | 13 | 16 | 40 | 44 | 62 | -18 | 0,71  |
| 17   | Sunderland        | 38 | 10 | 10 | 18 | 40 | 29 | 51 | -22 | 0,569 |
| 18   | Ipswich Town      | 38 | 9  | 9  | 20 | 36 | 41 | 64 | -23 | 0,641 |
| 19   | Derby County      | 38 | 8  | 6  | 24 | 30 | 33 | 63 | -30 | 0,524 |
| 20   | Leicester City    | 38 | 5  | 13 | 20 | 28 | 30 | 64 | -34 | 0,469 |

### Statistieken
Bijgaand een overzicht van de spelers van Aston Villa, die in het seizoen 2001/02 onder leiding van trainer  John Gregory en zijn opvolger Graham Taylor speeltijd kregen in de Premier League.
| Naam                | Duels | Goal | Kreeg geel | Kreeg voor de tweede keer geel en dus rood | Weggestuurd |
| ------------------- | ----- | ---- | ---------- | ------------------------------------------ | ----------- |
| George Boateng      | 37    | 1    | 5          | 0                                          | 0           |
| Darius Vassell      | 36    | 12   | 3          | 0                                          | 0           |
| Steve Staunton      | 33    | 0    | 2          | 0                                          | 0           |
| Olof Mellberg       | 32    | 0    | 3          | 0                                          | 0           |
| Mark Delaney        | 30    | 0    | 4          | 0                                          | 0           |
| Juan Pablo Ángel    | 29    | 12   | 5          | 0                                          | 0           |
| Lee Hendrie         | 29    | 2    | 3          | 0                                          | 0           |
| Peter Schmeichel    | 29    | 1    | 1          | 0                                          | 0           |
| Mustapha Hadji      | 23    | 2    | 3          | 0                                          | 0           |
| Alan Wright         | 23    | 0    | 1          | 0                                          | 0           |
| Jlloyd Samuel       | 23    | 0    | 2          | 0                                          | 0           |
| Hassan Kachloul     | 22    | 2    | 3          | 0                                          | 0           |
| Steve Stone         | 22    | 1    | 2          | 0                                          | 0           |
| Dion Dublin         | 21    | 4    | 2          | 1                                          | 0           |
| Paul Merson         | 21    | 2    | 0          | 0                                          | 0           |
| Gareth Barry        | 20    | 0    | 0          | 0                                          | 0           |
| Ian Taylor          | 16    | 3    | 2          | 0                                          | 0           |
| Alpay Özalan        | 14    | 0    | 3          | 0                                          | 0           |
| Thomas Hitzlsperger | 12    | 1    | 1          | 0                                          | 0           |
| Peter Enckelman     | 9     | 0    | 0          | 0                                          | 0           |
| Boško Balaban       | 8     | 0    | 0          | 0                                          | 0           |
| Peter Crouch        | 7     | 2    | 0          | 0                                          | 0           |
| David Ginola        | 5     | 0    | 0          | 0                                          | 1           |